# Équation de Schrödinger semi-linéaire
L'équation de Schrödinger semi-linéaire est une équation comportant un terme linéaire de type équation de Schrödinger et un terme de réaction non linéaire :

## Modélisation
L'équation de Schrödinger semi-linéaire intervient dans de nombreux domaines de la physique : propagation d'ondes, optique non linéaire, modèles de lasers, modèles de plasma, etc.

## Équation de Schrödinger cubique focalisante
L'Hamiltonien associé est :

## Équation de Schrödinger cubique défocalisante
L'Hamiltonien associé est :

## Solutions
Les solutions pour l'équation de Schrödinger sont des solutions particulières du type :
{\displaystyle u(t,x)=Q(x)e^{i\omega t}}.
En dimension 1, l'équation de Schrödinger cubique est intégrable et peut être résolue avec une méthode de diffusion inverse.
En particulier, l'interaction de deux solutions est explicite.